# Andi Eigenmann
Andrea Nicole Guck "Andi" Eigenmann (Marikina, 25 de junho de 1990) é uma atriz e modelo filipina.

## Filmografia

### Televisão
| Ano         | Título                               | Papel                        | Emissora    |
| 2007        | ASAP Fanatic                         | Ela mesma                    | ABS-CBN     |
| 2007        | Prinsesa ng Banyera                  | Sandy                        | ABS-CBN     |
| 2007 - 2011 | ASAP                                 | Ela mesma                    | ABS-CBN     |
| 2008        | Pinoy Big Brother: Teen Edition Plus | Ela mesma                    | ABS-CBN     |
| 2009        | Family Feud                          | Ela mesma                    | GMA Network |
| 2010        | Agua bendita                         | Agua Cristi / Bendita Cristi | ABS-CBN     |
| 2010        | Maalaala Mo Kaya: Piano              | Christine                    | ABS-CBN     |
| 2010        | Your Song Presents: Andi             | Multiple Characters          | ABS-CBN     |
| 2010        | Showtime                             | Ela mesma                    | ABS-CBN     |
| 2011        | Minsan Lang Kita Iibigin             | Gabrielle "Gabby" Marcelo    | ABS-CBN     |
| 2012        | Gandang Gabi Vice                    | Ela mesma                    | ABS-CBN     |
| 2012 - 2013 | Kahit Puso'y Masugatan               | Veronica Salvacion de Guzman | ABS-CBN     |
| 2013        | Maalaala Mo Kaya: Altar              | Lyka                         | ABS-CBN     |
| 2013        | Galema: Anak ni Zuma                 | Galema Castillo              | ABS-CBN     |

### Cinema
| Ano  | Título                   | Papel                    | Produção                 |
| 2013 | Boy, Girl, Bakla, Tomboy |                          | Star Cinema e Viva Films |
| 2013 | Coming Soon              |                          | Viva Films               |
| 2012 | A Secret Affair          | Samantha 'Sam' Montinola | Viva Films               |
| 2012 | Pridyider                | Tina Benitez             | Regal Entertainment      |
| 2010 | Shake, Rattle & Roll XII | Andrea                   | Regal Entertainment      |
| 2010 | Mamarazzi                | Strawberry / Peachy      | Regal Entertainment      |

## Prêmios e indicações
| Ano  | Prêmio/Crítico                      | Indicação                            | Resultado |
| 2010 | Juicy! (TV5)                        | Estrela jovem da década de 2010 (#1) | Venceu    |
| 2010 | Juicy! (TV5)                        | Artista da década de 2010 (#5)       | Venceu    |
| 2010 | 58th FAMAS Awards                   | Prêmio Jovem                         | Venceu    |
| 2010 | YES! Magazine's 100 Beautiful Stars | Belezas das Estrelas                 | Venceu    |
| 2010 | 42nd Guillermo Box Office Awards    | Estrela feminina do ano              | Venceu    |
| 2011 | Studio 23 Barkada Choice Awards     | Artista do Ano                       | Indicado  |